# Calligrapha pruni
Calligrapha pruni är en skalbaggsart som beskrevs av Brown 1945. Calligrapha pruni ingår i släktet Calligrapha och familjen bladbaggar. Inga underarter finns listade i Catalogue of Life.